# Биро-Биро
Антонио Жозе да Силва Фильо (порт. Antônio José da Silva Filho; 18 мая 1959, Олинда), более известен под именем Биро-Биро (порт. Biro-Biro) — бразильский футболист, опорный полузащитник. Одна из легенд клуба «Коринтианс», за который он выступал на протяжении 11 лет, проведя 589 матчей (265 побед, 199 ничьих и 125 поражений), 5-й результат в истории клуба, и забив 75 мячей.

## Карьера
Биро-Биро начал свою карьеру в клубе «Спорт Ресифи» в 1977 году, в первый же сезон выиграв Чемпионат штата Пернамбуку. В следующем году он перешёл в клуб «Коринтианс», став одним из лидеров команды 1980-х, вместе с Сократесом и Касагранде. Любопытный эпизод произошёл в первый день Биро-Биро в клубе, президент «Коринтианса» Висенте Матеус назвал футболиста «Лето Лето», что вызвало смех у игроков клуба. В «Коринтиансе» Биро-Биро провёл 11 лет, он выиграл с командой 4 чемпионата Сан-Паулу, особенно важную роль Биро-Биро сыграл в чемпионате штата 1982 года, ведь именно гол Биро-Биро в ворота «Сан-Паулу» принёс победу в турнире его команде. Несмотря на то, что Биро-Биро был лидером команды, в сборную Бразилии футболист не приглашался.
Затем Биро-Биро выступал за клубы «Португеза Деспортос», «Коритиба», «Гуарани» (Кампинас), «Паулиста», «Ремо», с которым футболист выиграл чемпионата штата Пара, «Ботафого» (Рибейран-Прету) и «Насьонал» (Сан-Паулу).
Попробовал себя Биро-Биро и на тренерском поприще, несколько месяцев тренируя клуб «Мауаэнсе». Также работал в футбольной академии в СЕРЕТ Кануто де Абреу, в Татуапе.
С 1989 года по 1992 год Биро-Биро был выборным членом муниципалитета Сан-Паулу. А в 2006 году баллотировался в парламент Бразилии от социал-христианской партии, но выборы проиграл.
Биро-Биро женат на племяннице Висенте Матеуса (бывшего президента «Коринтианса»), у них трое детей.

## Достижения
- Чемпионат штата Пернамбуку: 1977
- Чемпион штата Сан-Паулу: 1979, 1982, 1983, 1988
- Чемпион штата Пара: 1993